# Красное Знамя (Брянская область)
Красное Знамя — посёлок в Выгоничском районе Брянской области, в составе Орменского сельского поселения. Расположен в 6 км к северо-востоку от деревни Орменка. Население — 3 человека (2010).

## История
Основан около 1930 года; до 2005 входил в Орменский сельсовет.
| Годы      | 1979 | 1989 | 2002 | 2010 |
| --------- | ---- | ---- | ---- | ---- |
| Население | 51   | 25   | 13   | 3    |